# Gerechtsgebouw (Rotterdam)
Het voormalige gerechtsgebouw aan de Noordsingel is sinds 1998 een rijksmonument in Rotterdam. Het pand wordt algemeen als het beste werk van de architect Willem Metzelaar beschouwd en dateert uit het jaar 1899. Tot 1996 zetelde hier de arrondissementsrechtbank en het kantongerecht. Het interieur van het Gerechtsgebouw kent een zeer rijke afwerking van het interieur die grotendeels nog oorspronkelijk is. Naast de voornoemde kantoorruimte zijn er parkeerplekken voor verhuur beschikbaar. Het gebouw is op dit moment in gebruik als bedrijfsverzamelgebouw.

## Geschiedenis
Sinds 1898 staat hier het gerechtsgebouw, ter vervanging van het Paleis van Justitie aan het oude Haagsche Veer. 

Op 16 juli 1941 wist de bemanning een neerstortende Britse bommenwerper zo te manoeuvreren dat het niet op de huizen terechtkwam, maar in de Noordsingel. Daarbij werd het Gerechtsgebouw zwaar beschadigd. Een groep bewoners van de singel heeft hier in 1946 een gedenkteken opgericht.

## Architectuur
Het gaat betreft over een laat-negentiende-eeuws, in neorenaissancestijl uitgevoerd, gerechtsgebouw met bijbehorende interieurs, oorspronkelijk bestemd voor de Arrondissementsrechtbank en het Kantongerecht, hoofdonderdeel van het gerechtscomplex aan de Noordsingel.

Het gerechtsgebouw telt een kelder, twee bouwlagen en een kapverdieping onder met leien bedekte schild- en zadeldaken. Het negentien vensterassen brede en van oorsprong vier vensterassen diepe gebouw heeft een klassieke, streng symmetrische opbouw, bestaande uit een brede middenrisaliet van drie vensterassen, geflankeerd door zijvleugels van middenrisalieten en smallere hoekrisalieten, beide van één vensteras. De voor- en zijgevels zijn boven een natuurstenen plint opgetrokken in gele verblendsteen met banden en rollagen van rode verblendsteen. Natuursteen is veelvuldig toegepast voor hoek- en sluitstenen, consoles, diamantblokken, speklagen en cordonlijsten. De gevels zijn verticaal geleed door gemetselde pilasters in kolossale orde met basementen en kapitelen aan weerszijden van alle vensters. 

De ingangspartij is aan de bovenzijde afgesloten door een groot fronton met in het timpaan een reliëf met twee leeuwen die het wapenschild van Nederland dragen. Voorts, in gouden letters, de inititalen van de architect: 'W.C.M.' Het fronton wordt bekroond door drie witgeverfde gebeeldhouwde figuren: op de nok van het fronton Vrouwe Justitia met weegschaal en zwaard, links een rechtsgeleerde met boeken en rechts een knielende smekeling. De middenrisalieten in de zijvleugels bevatten links en rechts respectievelijk de toegangen tot de Arrondissementsrechtbank en het Kantongerecht.

## Waardering
Het gebouw met bijbehorende interieur is die zin van algemeen belang wegens architectuur-, cultuur- en sociaalhistorische waarde alsook typologische waarde. Tevens van belang wegens de grote beeldbepalende en situationele waarde aan de Noordsingel en de ensemblewaarde met het westelijk gelegen notarieel archief en de achterliggende Cellulaire gevangenis. Het Rotterdamse gerechtsgebouw neemt een belangrijke positie in binnen het oeuvre van (rijks)architect W.C. Metzelaar. 

## Afbeeldingen

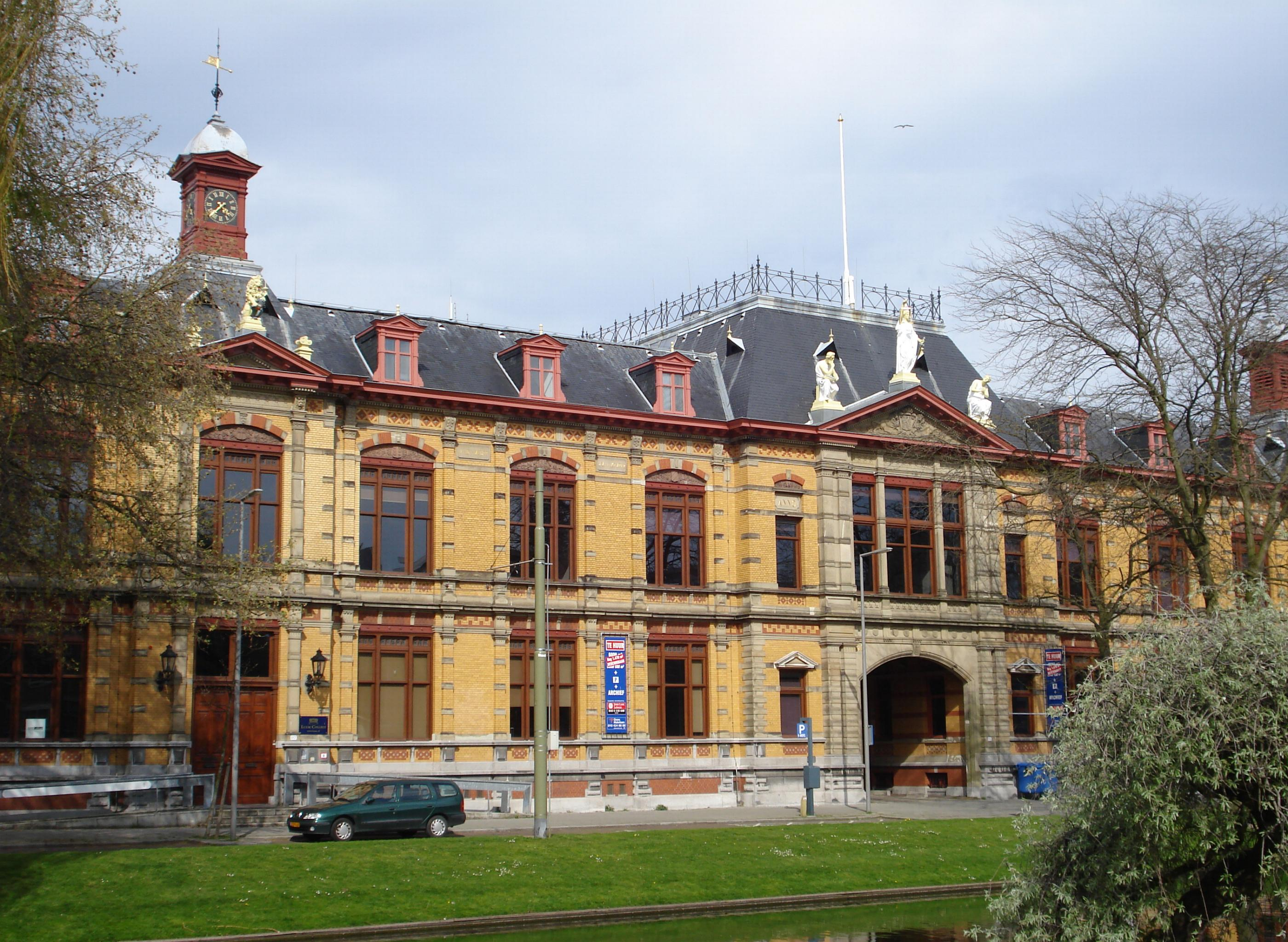
Het gebouw anno 2007